# Nida-Hochebene

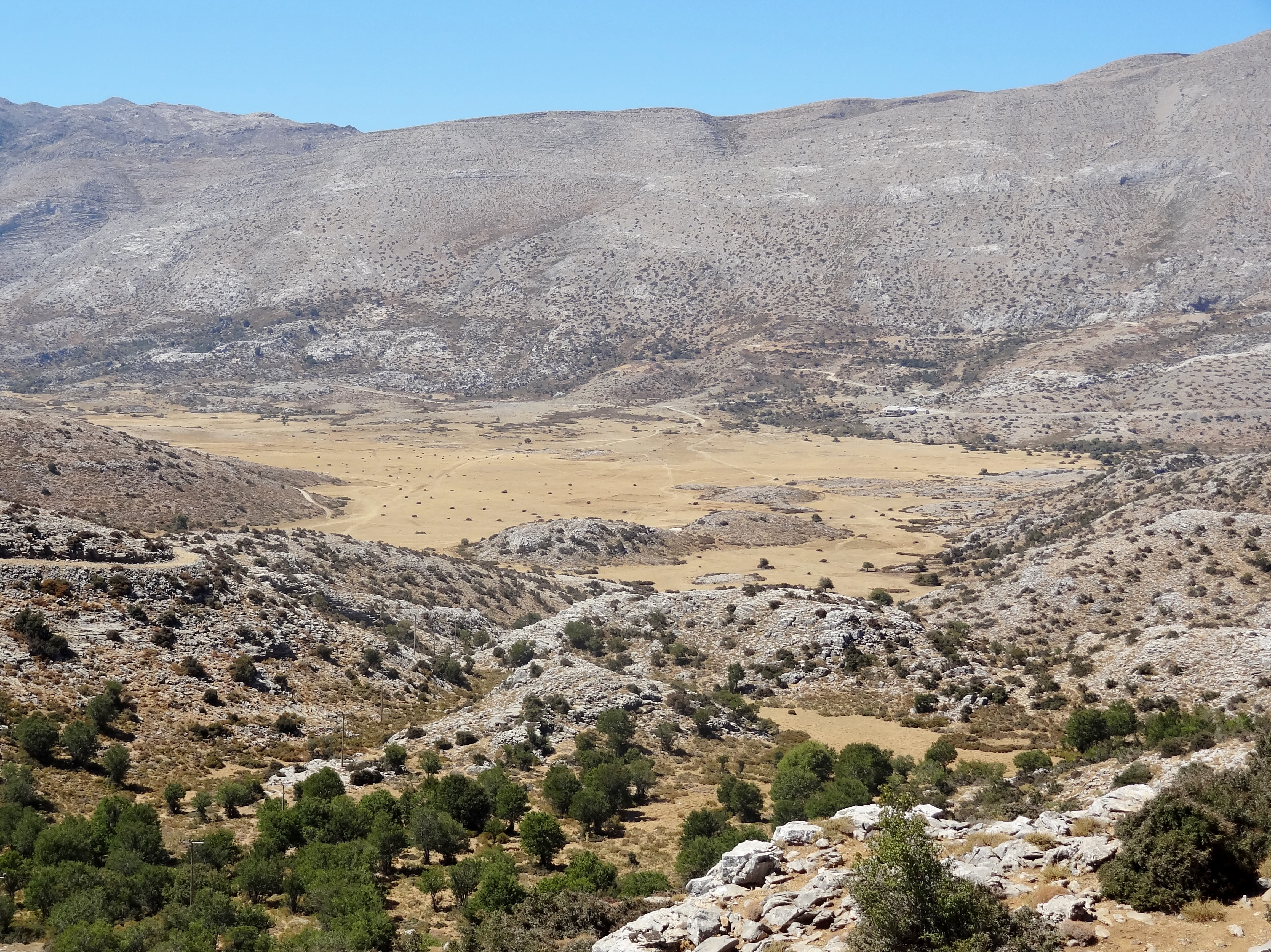
Nida-Hochebene von Nordosten

Die Nida-Hochebene (griechisch Οροπέδιο Νίδας Oropedio Nidas) ist ein Hochplateau im Psiloritis-Massiv (auch Idagebirge) auf der griechischen Insel Kreta. Bei der in etwa 1350 Metern Höhe befindlichen Hochfläche handelt es sich geologisch um eine Karstverebnung, eine Polje. Die Nord-Süd-Ausdehnung des Plateaus beträgt etwa drei Kilometer, die Ost-West-Ausdehnung ungefähr zwei Kilometer.

## Lage
Administrativ gehört die Nida-Hochebene zur Gemeinde (Dimos) Anogia im Regionalbezirk Rethymno. Zum neun Kilometer entfernten Hauptort Anogia im Norden besteht die einzige befestigte Straßenverbindung, die auf Grund der gewundenen Trassenführung durch das Bergmassiv wesentlich länger ist. Südlich führt ein unbefestigter Weg von der Hochebene ins vier Kilometer entfernte Dorf Vorizia (Βορίζια). Die Regionalbezirkshauptstadt Rethymno liegt 36 Kilometer nordwestlich der Nida-Hochebene.

## Naturraum

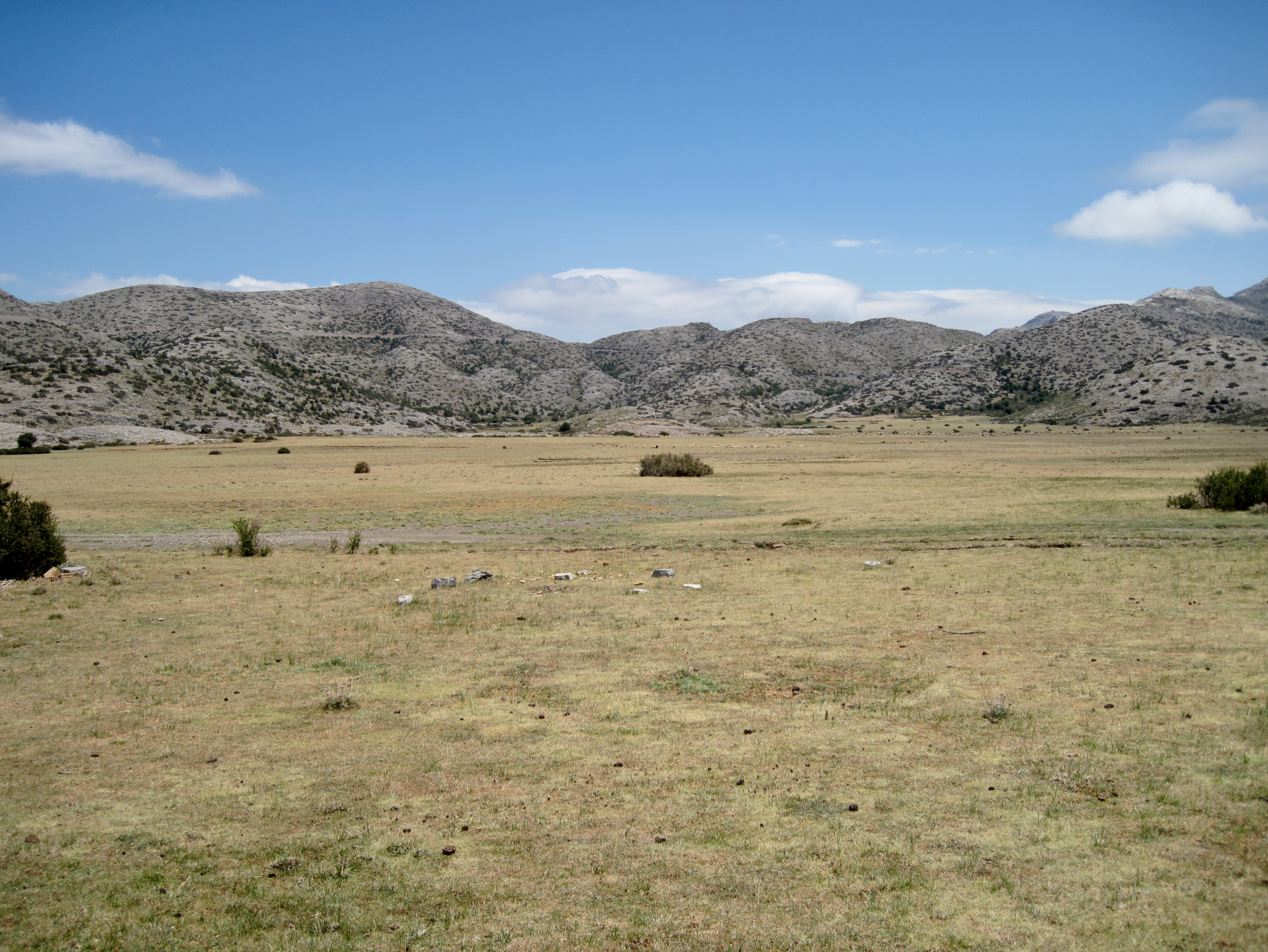
Weideland auf der Hochebene

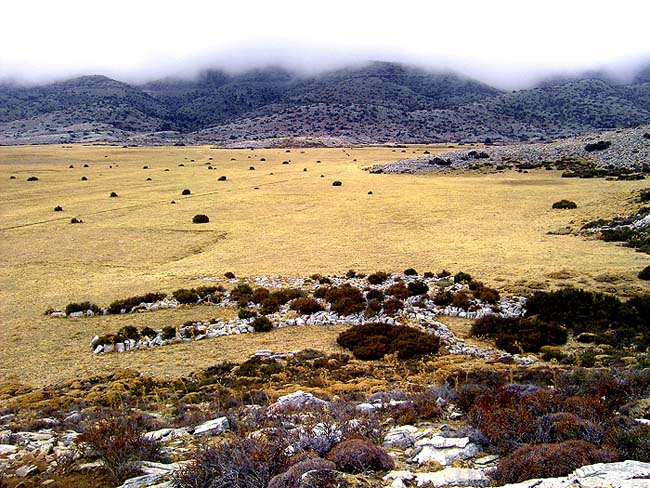
Andartis-Monument

Das Gelände der Ebene fällt leicht von Süden nach Norden von 1350 Meter auf 1340 Meter ab und erreicht seinen tiefsten Punkt im Nordosten bei 1337 Meter. Im Süden umschließt die Ebene eine Anhöhe, die bis auf 1417 Meter ansteigt. Die Fläche der Hochebene ist nur spärlich bewachsen, sie besteht hauptsächlich aus Grasland. Daneben gibt es Buschwerk und einige wenige Bäume. Im Sommer dient die Hochfläche als Weideland und enthält kuppelförmige Steinhäuser, Mitata genannt, die den Schäfern aus Anogia als Zuflucht und Übernachtungsmöglichkeit dienen. In der Vergangenheit wurden sie fast ganzjährig genutzt.

## Sehenswertes
Am Ostrand der Ebene befindet sich seit 1991 das Andartis-Monument der Berliner Landschaftskünstlerin Karina Raeck, der aus 5000 großen, auf dem Boden ausgelegten Steinen besteht und als „Partisan des Friedens“ an die Zerstörung des Dorfes Anogia durch deutsche Truppen im Zweiten Weltkrieg erinnert.
Oberhalb des westlichen Randes der Nida-Hochebene, am Fuße des 2209 Meter hohen Berges Koussakas (Κουσσάκας), liegt die Idäische Grotte, in der nach der griechischen Mythologie der Zeus Kretagenes geboren und aufgewachsen sein soll.

## Besteigung des Psiloritis
Die Nida-Hochebene ist Ausgangspunkt für die Besteigung des Psiloritis, dem mit 2456 m höchsten Gipfel Kretas. Am Parkplatz am Ende der asphaltierten Straße beginnt ein als Europäischer Fernwanderweg E4 markierter Bergpfad. Bis hinauf zum Gipfel ist eine Gehzeit von gut vier Stunden einzuplanen, dabei werden etwa 1000 Höhenmeter aufgestiegen.